# مارتا كاناليس
مارتا كاناليس (بالإسبانية: Marta Canales)‏ هي ملحنة تشيلية، ولدت في 17 يوليو 1893، وتوفيت في 6 ديسمبر 1986.